# آلان تساگائف
آلان تساگائف (بلغاری: Alan Tsagaev؛ زادهٔ ۱۳ سپتامبر ۱۹۷۷) وزنه‌بردار اهل بلغارستان بود.
وی در مسابقات کشوری و بین‌المللی در مجموع برندهٔ ۲ مدال طلا، ۴ مدال نقره شده‌است.